# Bazilije Veliki
Bazilije Veliki (grč.: Μέγας Βασίλειος; Caesarea Mazaca, 329./30. - Caesarea Mazaca, 1. siječnja 379.), kršćanski svetac, crkveni otac, učitelj Crkve.

## Životopis
Utemeljitelj je kršćanskog redovništva na istoku, čije su postavke o redovničkom životu bile temeljem i uzorom svim kasnijim velikanima koji su utemeljili kršćanske redove, među ostalim i što je sveti Bazilije bio duboko redovnik u duši, znajući da ne može biti nikakva pravilna redovnička života bez raznih pobožnih vježba i molitava.
Spada među četiri najveća istočna oca. Zajedno ga se slavi, na zajednički spomendan, sa svetim Grgurom Nazijanskim, s kojim je bio nerazdvojan prijatelj za života. Ta nerazdvojnost je počela od doba kada su sveti Bazilije i sveti Grgur skupa bili na studiju, a zbližila ih je pobožnost i istovjetnost misliju. Obojica su bili prisiljeni napustiti samoću te preuzeti biskupska sjedišta u Carigradu i u Cezareji u Kapadociji. 

## Štovanje
Spomendan mu je 2. siječnja. Istočne Crkve ga slave na 1. siječnja, a u zapadnim Crkvama ga se prije slavilo na 14. lipnja, kada je bio proglašen svetim.

## Vanjske poveznice
Ostali projekti
|  | Zajednički poslužitelj ima još gradiva o temi Bazilije Veliki |

Mrežna mjesta
- Bazilije Veliki, sv., Hrvatska opća enciklopedija